# Forcipomyia canadensis
Forcipomyia canadensis är en tvåvingeart som beskrevs av Bystrak och Wirth 1978. Forcipomyia canadensis ingår i släktet Forcipomyia och familjen svidknott. Inga underarter finns listade i Catalogue of Life.